# The Pros and Cons of Hitch Hiking
The Pros and Cons of Hitch Hiking (els pros i contres de fer autoestop) és un àlbum conceptual compost pel músic anglès Roger Waters. Durant la gravació de l'àlbum, diferents músics notables van assistir i col·laborar-hi, com el director Michael Kamen, l'actor Jack Palance, el saxofonista David Sanborn i el guitarrista Eric Clapton. L'àlbum va ser certificat amb un disc d'or per la RIAA l'abril de 1995.

## Llista de cançons

### Cara A
Totes les cançons foren escrites i compostes per Roger Waters. 
| Núm. | Títol                                               | Durada |
| ---- | --------------------------------------------------- | ------ |
| 1.   | «4:30 AM (Apparently They Were Travelling Abroad)»  | 3:12   |
| 2.   | «4:33 AM (Running Shoes)»                           | 4:08   |
| 3.   | «4:37 AM (Arabs with Knives and West German Skies)» | 2:17   |
| 4.   | «4:39 AM (For the First Time Today, Part 2)»        | 2:02   |
| 5.   | «4:41 AM (Sexual Revolution)»                       | 4:49   |
| 6.   | «4:47 AM (The Remains of Our Love)»                 | 3:09   |

### Cara B
| Núm. | Títol                                                  | Durada |
| ---- | ------------------------------------------------------ | ------ |
| 1.   | «4:50 AM (Go Fishing)»                                 | 6:59   |
| 2.   | «4:56 AM (For the First Time Today, Part 1)»           | 1:38   |
| 3.   | «4:58 AM (Dunroamin, Duncarin, Dunlivin)»              | 3:03   |
| 4.   | «5:01 AM (The Pros and Cons of Hitch Hiking, Part 10)» | 4:36   |
| 5.   | «5:06 AM (Every Stranger's Eyes)»                      | 4:48   |
| 6.   | «5:11 AM (The Moment of Clarity)»                      | 1:28   |

## Posició als rànquings
| Any  | Taula                            | Posició |
| ---- | -------------------------------- | ------- |
| 1984 | The Billboard 200                | 31      |
| 1984 | Llistats d'àlbums del Regne Unit | 13      |
| 1984 | Llistats de Nova Zelanda         | 14      |
| 1984 | Llistats de Suïssa               | 12      |
| 1984 | Llistats de Suècia               | 3       |
| 1984 | Llistats de Noruega              | 4       |

## Personal
- Roger Waters - baix elèctric, guitarra rítmica, efectes de cinta, veu principal
- Eric Clapton - guitarra, segones veus, sintetitzador de guitarra Roland
- Ray Cooper - percussió
- Andy Newmark - bateria i percussió
- David Sanborn - saxofon
- Michael Kamen - piano
- Andy Bown - òrgan hammond, guitarra de 12 cordes
- Madeline Bell, Katie Kissoon, Doreen Chanter - segones veus
- The National Philharmonic Orchestra, dirigida i arranjada per Michael Kamen

## Producció
- Produït per Roger Waters i Michael Kamen
- Gravació i enginyeria per Andy Jackson
- Assistent d'enginyeria: Laura Boisan
- Masteritzat per Doug Sax i Mike Reese